# 荒川航
荒川 航（あらかわ わたる）は、日本の映像ディレクター、アニメーション監督、脚本家、プロデューサー。

## 経歴・人物
学生時代に自主制作映画や漫画家アシスタントなどを経験し、卒業後はドキュメンタリー系のテレビ番組制作会社に就職。その後カートゥーンネットワークの日本開局時に声をかけられ転職。更にその後ディズニー・チャンネル日本開局にあたり声をかけられ転職。現在に至る。
2009年時点での肩書はウォルト・ディズニー・テレビジョン・インターナショナル ジャパンマーケティング部オンエアプロモーション クリエイティブディレクター。
D23 Expo Japan 2013　ディズニー・チャンネル文化祭で10月14日行われた『高密度映像をスクリーンで！イモニトロン・ナイト』で初めてファンの前に姿を現した。

## 作品リスト

### テレビアニメ
- ファイアボール (アニメ)（2008）監督、脚本、プロデュース
- ファイアボール チャーミング（2011）監督、脚本、プロデュース
- スティッチ！パーフェクト・メモリー（2015）絵コンテ、演出
- ファイアボール ユーモラス（2017）監督、脚本、プロデュース
- ゲボイデ＝ボイデ（2020）監督、脚本、プロデュース

### 音響作品
- オーディオ･オモシロニクス（2019）監督、脚本、作詞、プロデュース